# 托马斯·里德尔-韦伯斯特
托马斯·谢里丹·里德尔-韦伯斯特（英語：Thomas Sheridan Riddell-Webster；1886年2月12日—1974年5月27日），是英国第二次世界大战时期的陆军辎重官，在建立滇缅公路的运输补给线上，发挥了重要作用。1946年退役。